# Samu Fóti
Samu Fóti (Budapeste, 17 de maio de 1890 — Lipové, 17 de junho de 1916) foi um ginasta húngaro que competiu em provas de ginástica artística pela nação. Ele era judeu.
Fóti é o detentor de uma medalha olímpica, conquistada na edição de 1912, nos Jogos de Estocolmo. Na ocasião, foi o segundo colocado da prova coletiva ao lado de seus quinze companheiros de equipe, quando superou a seleção do Reino Unido, embora tenha sido derrotado pela equipe italiana de Alberto Braglia.